# Thalera moskovita
Thalera moskovita är en fjärilsart som beskrevs av Carl Freiherr von Gumppenberg 1895. Thalera moskovita ingår i släktet Thalera och familjen mätare. Inga underarter finns listade i Catalogue of Life.